# Jorge Reyes
Jorge Reyes Valencia  (Uruapan, 24 september 1952 – Mexico-Stad, 7 februari 2009) was een Mexicaans progressieve rockmuzikant en componist.

## Loopbaan
Reyes studeerde fluit aan de Nationale Autonome Universiteit van Mexico en vervolgens klassieke muziek, jazz en elektronische muziek in Duitsland. Later reisde hij naar India, waar hij Hindoestaanse en Tibetaanse muziek bestudeerde. Na terugkomst in Mexico richtte hij de bands Al Universo en Nuevo México op, waarin rockmuziek gecombineerd werd met precolumbiaanse invloeden. 
Van 1980 tot 1986 was Reyes de voorman van de Mexicaanse progressieve rockgroep Chac Mool, die hij samen met Armando Suárez was gestart. Nadien ging hij de solotoer op en werkte hij samen met andere innoverende muzikanten, zoals de Amerikaanse ambient muzikant Steve Roach en de Spaanse gitarist en componist Suso Saiz.
Reyes haalde zijn inspiratie uit de Mexicaanse geschiedenis en cultuur. Hij combineerde fluit, precolumbiaanse instrumenten en drums met synthesizer en zang. Hij was internationaal bekend en trad in Nederland onder andere op op Lowlands en in Tivoli in Utrecht.
Hij stierf op 56-jarige leeftijd aan een hartinfarct in zijn opnamestudio in Mexico-Stad.

## Discografie (als solist)
- Ek-Tunkúl (1983)
- A La Izquierda Del Colibri (met Antonio Zepeda) (1985)
- Comala (met Arturo Meza & La Tribu) (1986)
- Viento De Navajas (1987)
- Crónica De Castas  (met Suso Saiz) (1990)
- Mexican Music: Prehispanic (1990)
- Niérika (1990)
- UAISCM4: Tlaloc (met Francisco López) (1991)
- Bajo El Sol Jaguar (met Suso Saiz en Juan Carlos López) (1992)
- El Costumbre (met Juan Carlos López)(1993)
- Mexican Music: Prehispanic Music for the Forgotten Spirits (1994)
- Mexican Music: Prehispanic Mystic Rites (1994)
- The Flayed God (met Steve Roach) (1994)
- Tonami (1995)
- Mort Aux Vaches (1996)
- Mexican Music: Prehispanic Rituals (1996)
- Vine ~ Bark & Spore (met Steve Roach) (2000)
- La Otra Conquista (soundtrack) (met Samuel Zyman) (2000)
- Pluma De Piedra (met  Piet Jan Blauw) (2002)
- Ciudad De México Y Chiapas: Dos Paisajes Sonoros (met Peter Avar) (2006)
- Ethnoaural (met Barbelo) (2008)

- Biblioteca Nacional de España: XX1086643
- Gemeinsame Normdatei: 134612868
- International Standard Name Identifier: 0000 0000 5746 4050
- Library of Congress Control Number: no2001050349
- MusicBrainz: 4cbf357f-d194-45b0-b9ff-9a2531b86d4e
- Nationale Bibliotheek van Polen: a0000002971561
- Virtual International Authority File: 79695846
- WorldCat: E39PBJymtWHMVtqTKYxm36Wv73